# Giovanni XIII di Costantinopoli
Giovanni XIII Glykys (1250 – dopo il 1319) è stato un arcivescovo ortodosso bizantino, che ha ricoperto la carica di Patriarca ecumenico di Costantinopoli tra il 1315 e il 1319.
Giovanni Glykys era un ex funzionario laico.  Successe il 12 maggio 1315 a Nefone che aveva abdicato a seguito di una vicenda legata alla simonia nel mese di aprile 1314.
Lasciò l'incarico di patriarca l'11 maggio 1319 per motivi di salute.